# Лебідь-кликун
Ле́бідь-клику́н (Cygnus cygnus) — вид птахів родини качкових, поширений у північній півкулі. В Україні пролітний та зимуючий птах. Вид перебуває під охороною Бернської конвенції та ряду інших природоохоронних документів.

## Зовнішній вигляд

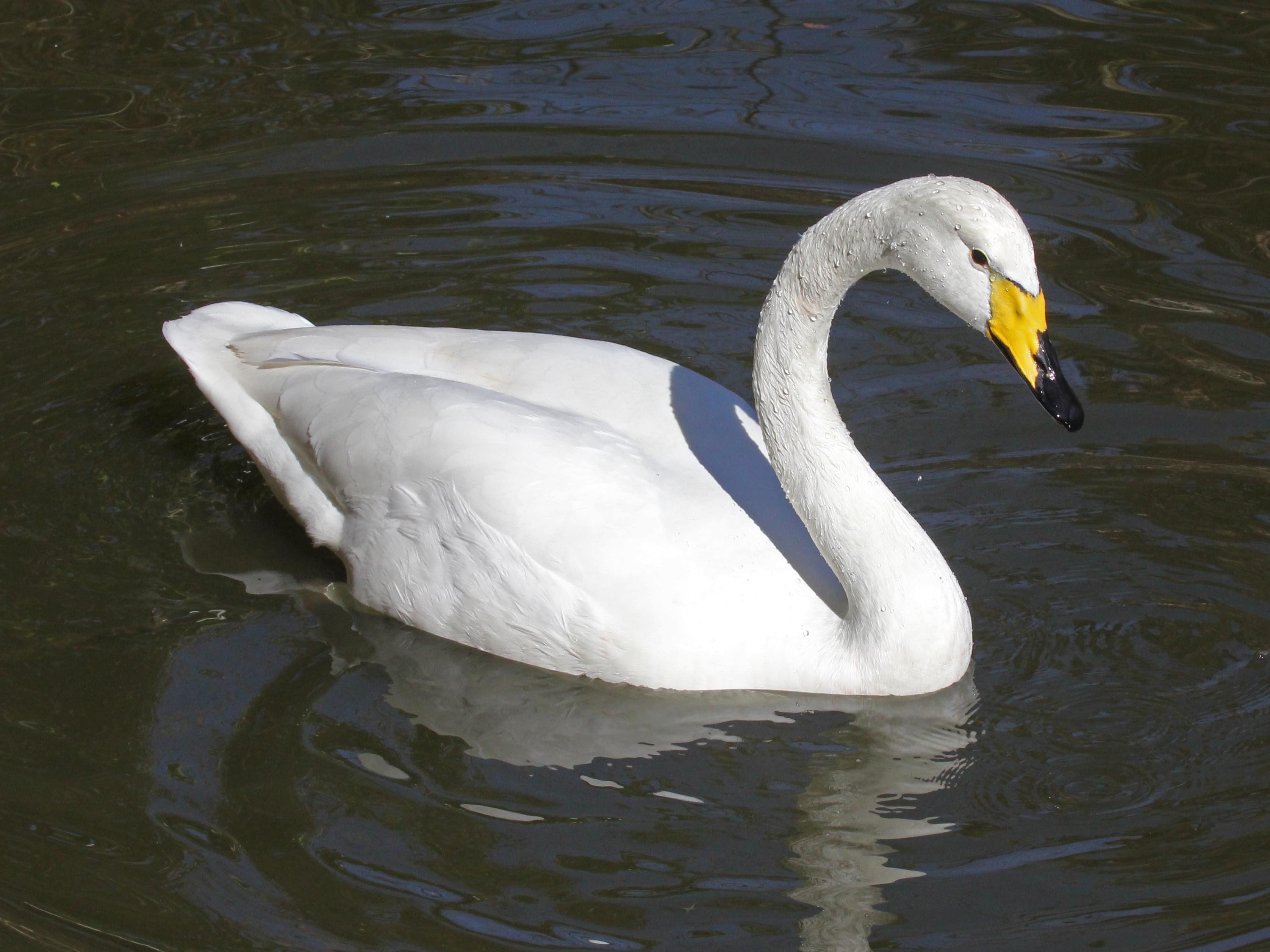
Лебідь-кликун

Лебідь-кликун — великий птах, що важить від 7 до 10 кг, іноді більше. Тіло витягнуте, довжина шиї приблизно рівна довжині тулуба. Ноги короткі, віднесені назад. Дзьоб лимонно-жовтий з чорним кінчиком. Оперення біле. У оперенні велика кількість пуху. Молоді птахи мають димчасто-сіре оперення з темнішою головою. Чисто білого кольору оперення кликуна набуває лише на третій рік життя. Самець і самиця зовні практично не відрізняються одне від одного. Шию кликун тримає прямо, не згинаючи її у формі букви «S», як лебідь-шипун. Сам лебідь-кликун також дещо дрібніший за шипуна.

## Голос
Часто можна почути радісний поклик птаха з різноманітними голосовими модуляціями. Це характерний глибокий носовой трубний звук. При вигуку шия зазвичай витягнута, а голова піднята. Вітальний і тріумфальний поклики «ґе-ґе-ґе» разом з помахами крил нагадують голоси гусей. У більших групах лебедів-кликунів, можна постійно чути тихе «анґ» або горлове «ґа» або «ґо». Можна помітити, що ці звуки дещо різняться від особини до особини. Якщо вони відчувають загрозу, тоді можна почути коротке і грубе «ук» або «ак». В польоті вони кричать «ґра-ґект» або м'яке «кю-кю-кю».
На відміну від лебедя-шипуна, кликуни крильми не видають у польоті металічних або свистячих звуків.

## Поширення
Лебеді-кликуни гніздяться на північних межах лісів Євразії від Скандинавії і Шотландії до Чукотки і Сахаліну. На півдні зустрічаються до Ладозького озера, Монголії, півночі Японії, північної частини Каспійського моря. Зимувати летять на північ Середземного моря, на Каспійське море і в Середню, Південну і Південно-Східну Азію. Лише деякі птахи залишаються зимувати на місцях гніздування. Зазвичай не відлітають на зимівлю кликуни зі Скандинавії, Білого і Балтійського морів. Також залишаються зимувати лебеді, що живуть на незамерзаючих або на неповністю замерзаючих водоймищах Євразії. На місця гніздування кликуни прилітають парами протягом всієї весни, починаючи з середини березня.

## Спосіб життя

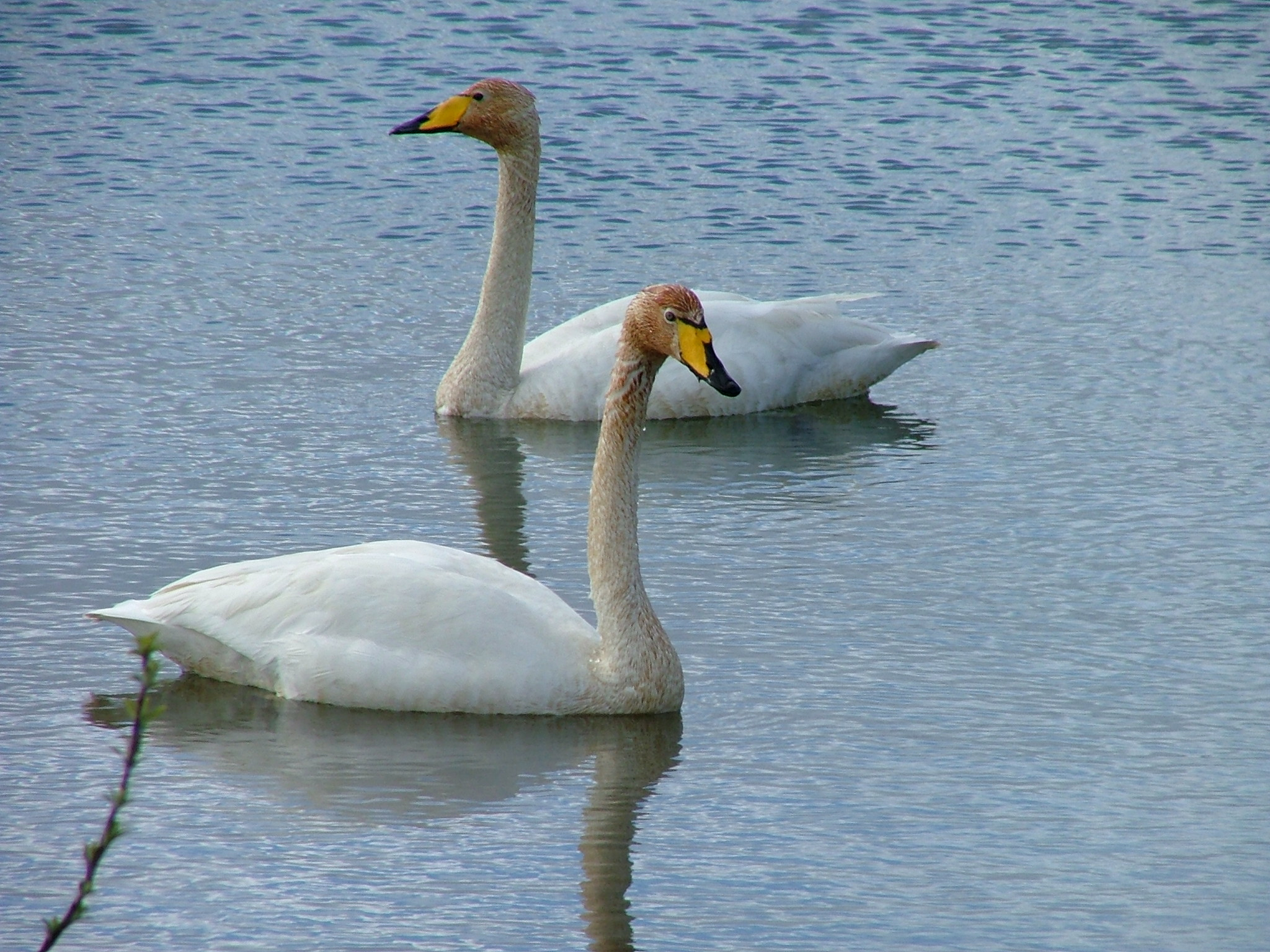
Молоді кликуни

Плаваючи, шию тримає вертикально, крила щільно притиснуті до тіла. Зазвичай лебідь-кликун, як і все лебеді, плаває неквапливо і велично, але якщо його переслідувати, то важко наздогнати навіть на човні. Злітаючи з води, довго розбігається, молотить лапами по воді, поступово набираючи швидкість і висоту. По землі ходити не любить і робить це украй неохоче і рідко. Кликун — обережний птах, тримається на широких водних просторах, осторонь від берегів.

### Живлення
Лебеді-кликуни живляться в основному рослинною їжею, водними рослинами, а також поїдають дрібних безхребетних. Пташенята живляться в основному тваринним кормом на мілководді, здобуваючи їжу з дна, наполовину занурюючись у воду.

### Розмноження

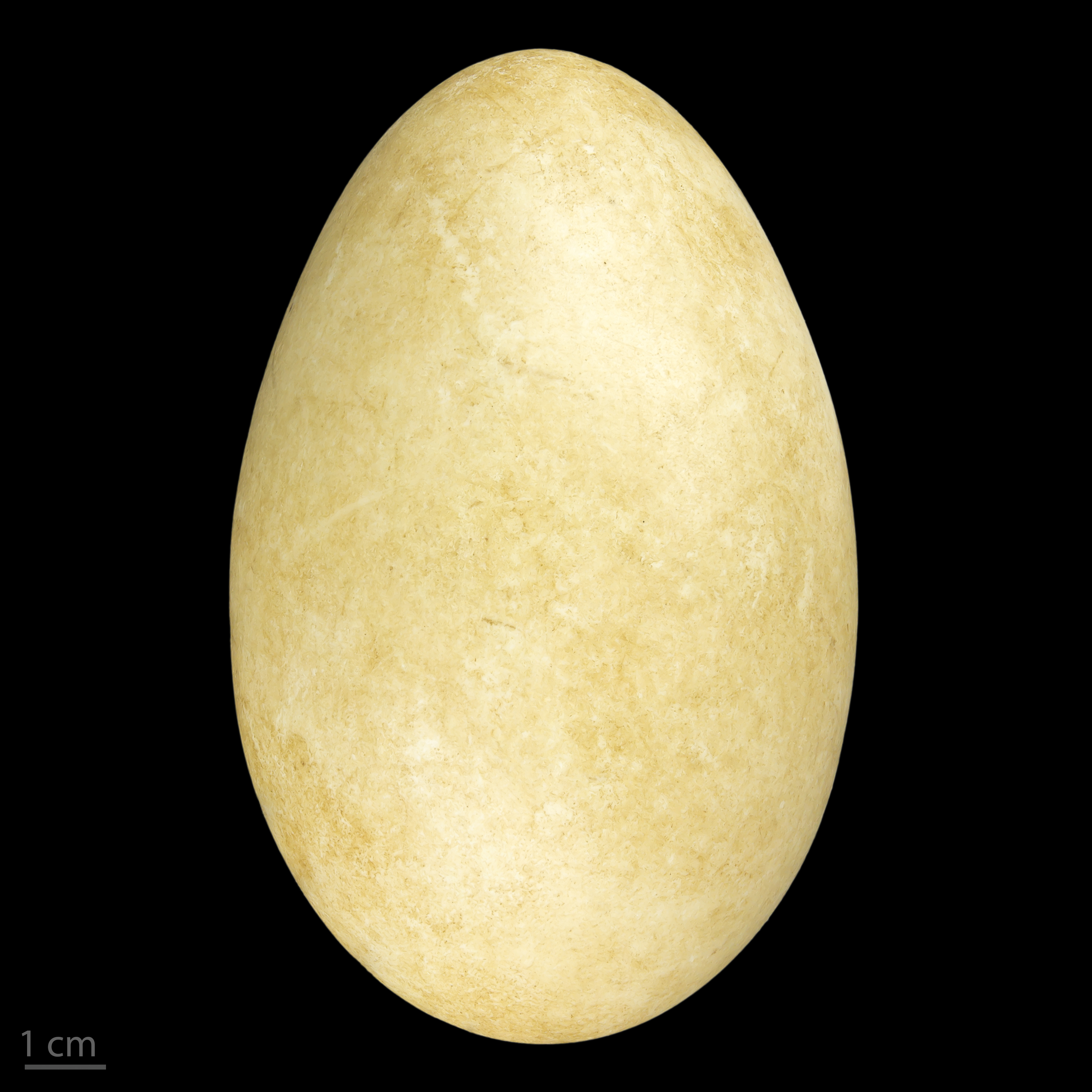
Яйця лебедя-кликуна - Тулузький музей

Лебеді-кликуни — моногамні птахи, що створюють пари на все життя, причому птахи тримаються разом навіть під час зимівлі. Зміна партнера можлива тільки у разі загибелі одного з лебедів. Гніздяться кликуни на берегах водойм: по можливості крупних озер, оточених заростями. Як правило, це глухі лісові озера, далекі від людей. Іноді гніздиться і на морському узбережжі, якщо там є зарості очерету. Якщо птахів не турбують, вони гніздяться і поблизу від людського житла. Гніздова ділянка кликуна — досить обширна територія, куди інші лебеді не допускаються, у разі порушення меж між кликунами трапляються жорстокі бійки, зазвичай на воді. Гніздом служать величезна купа відмерлих рослин, яку збирає в основному самка. Діаметр гнізда в основі близько 1 м, іноді до 2–3 м. Висота близько 0,5–0,8 м. Діаметр лотка близько 40–50 см. Гніздо влаштовується в заростях очерету або рогозу, рідше на мілководді, де гніздо спирається на дно водойми. Дно лотка вистилається травою, мохом і вищипаним з живота і грудей самки пір'ям. У кладці 3–7 яєць, які насиджує самка. Яйця білого або жовтуватого кольору. При загибелі кладки відкладається друга, але завжди з меншою кількістю яєць. Поки самка насиджує яйця, самець знаходиться поблизу і охороняє гніздо. Через 5 тижнів вилуплюються пташенята, про яких піклуються обоє батьків. Пташенята можуть самостійно здобувати собі їжу. Часто пташенята тримаються біля батьків і після того, як навчаться літати.

## Охорона
Стан більшості природних популяцій виду в межах ареалу залишається більш-менш стабільним. Саме тому він, згідно Червоного списку МСОП, отримав охоронний статус «відносно благополучний вид». Але в окремих регіонах спостерігається тенденція до зниження чисельності популяції виду, що потребує запровадження охоронних заходів. Тому, лебідь-кликун занесений до Додатку ІІ Бернської конвенції (охоронна категорія: вид підлягає особливій охороні) та Резолюції 6 (види, що потребують спеціальних заходів збереження їхніх оселищ) цієї ж конвенції. Крім того, вид охороняється Боннською конвенцією (В залежності від регіону: Додаток І. Види, що знаходяться під загрозою зникнення. Додаток ІІ. Види, стан яких є несприятливим), а також Директивою Європейського Союзу 2009/147/ЄС «Про захист диких птахів» (Додаток І. Види і підвиди, що знаходяться під загрозою вимирання, які є вразливими, рідкісними або специфічними з екологічної точки зору). На регіональному рівні в Україні лебідь-кликун занесений до Червоних книг/списків тварин Дніпропетровської, Луганської та Харківської областей.